# Bosanska riđovka
Bosanski šargan (Vipera berus bosniensis) je zmija žuto smeđe boje s isprekidanom leđnom šarom, koja je najčešće u obliku tamnih poprječnih pruga. Rijetko naraste iznad 40-ak centimetara. Hrani se skakavcima. Naseljava planinske gudure. Najotrovnija je podvrsta riđovke. Često se može zamijeniti s planinskom riđovkom, što može imati opasne posljedice.
Obitava samo na Balkanu.

## Vanjske poveznice
- Slika bosanskog šargana u sjevernoj Grčkoj  Arhivirana inačica izvorne stranice od 28. rujna 2007. (Wayback Machine)
- Vipera berus; Kreuzotter, Europäische Vipern
- Vipera berus bosniensis (Boettger, 1889)